# Chencha Berrinches

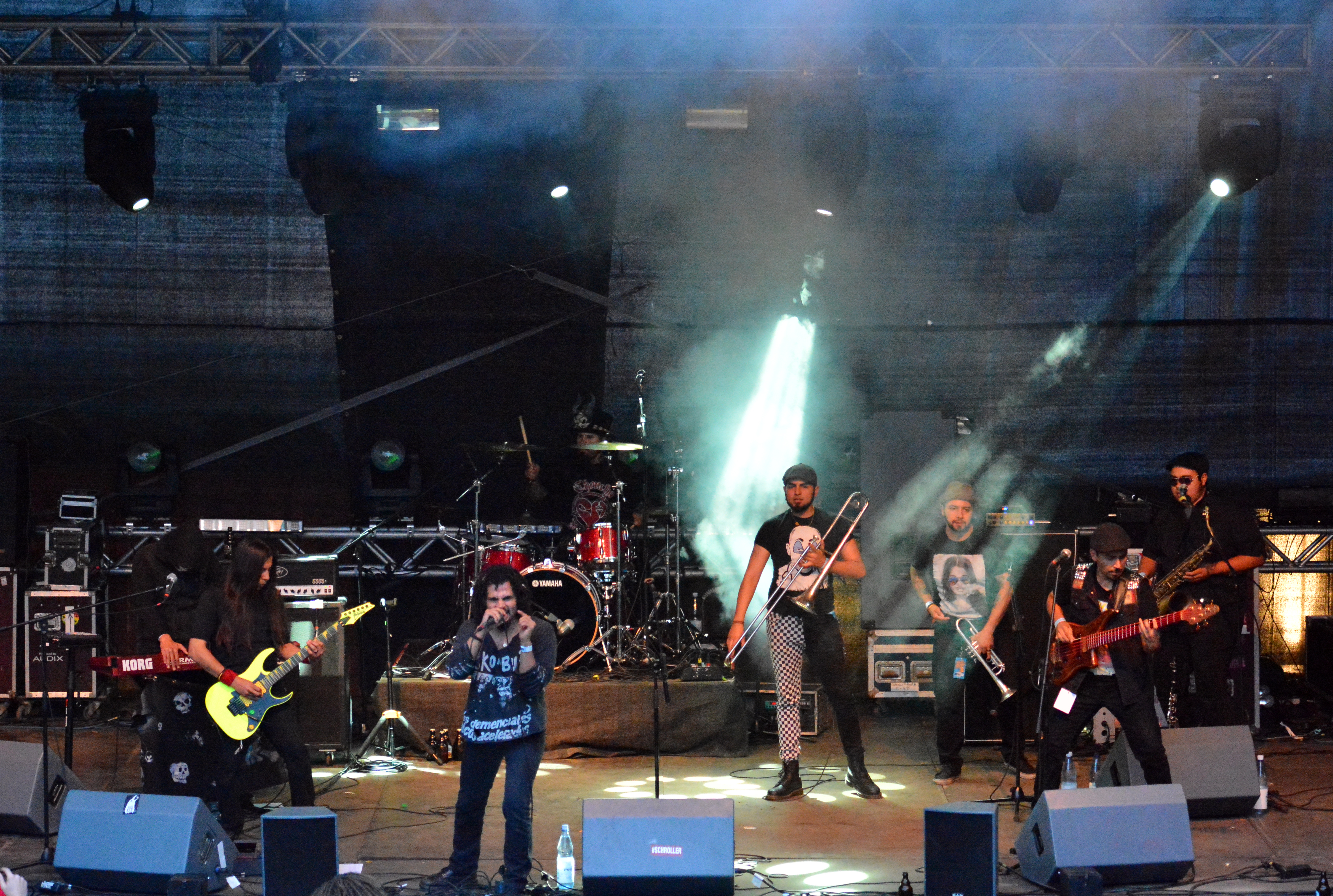
Chencha Berrinches beim Wilwarin Festival 2014

Chencha Berrinches (span. die alten Schachteln) ist eine Latin-Rock-Band aus Los Angeles. Sie wurde im Jahr 1997 gegründet und spielt eine Mischung aus Ska, Metal, und Punkrock.

## Geschichte
Chencha Berrinches, benannt nach einem mexikanischen Schimpfwort, existiert seit 1997 und brachte ihr erstes Album Lo Que Te Truje Chenchaim im Jahr 2002 über das Label Smelvis heraus. Zu Beginn bestand die Band ursprünglich aus neun Mitgliedern, inzwischen sind es noch sieben Personen, welche neben den in der Rockmusik üblichen Instrumenten E-Gitarre, E-Bass und Schlagzeug zusätzlich Saxophon und Trompete einsetzen. 
Chencha Berrinches gehört seit Jahren zu den bestimmenden Bands der Latin Ska Szene in Südkalifornien. Ihre Shows enthalten Elemente aus Horrorfilmen. Es gibt ein Schlagzeug aus Plastikknochen und einen Feuerschlucker. Das zweite Album Cada Loco Con Su Tema (span. Jeder dreht an seinem Rad) stellte die Band erstmals am 2. Mai 2004 im Roxy in Hollywood vor und veröffentlichte es im Januar 2005 über das Label Übersee Records. Im Juli 2004 waren sie mit zwei Titeln auf dem Sampler Skandalo vom Majorlabel BMG für Lateinamerika. Die Band hat zudem eine eigene Kollektion beim Modeunternehmen Monster. Chencha Berrinches war Vorband von Die Toten Hosen auf der Friss oder stirb Tour im Jahr 2005.

## Diskografie
- 2002 Lo Que Te Truje Chencha
- 2005 Cada Loco Con Su Tema
- 2016 Evilution